# Kamil Skaskiewicz
Kamil Skaskiewicz (ur. 10 lipca 1988 w Białogardzie) – polski zapaśnik startujący w stylu wolnym, wicemistrz Europy.
Reprezentuje barwy klubu AKS Białogard. Wicemistrz Europy w zapasach w 2013 roku w kategorii wagowej do 96 kg. W finale pokonał go reprezentant Ukrainy Pawło Olijnyk.